# Cossypha caffra
Cossypha caffra е вид птица от семейство Muscicapidae.

## Разпространение
Видът е разпространен в Демократична република Конго, Кения, Лесото, Малави, Мозамбик, Намибия, Руанда, Южна Африка, Южен Судан, Судан, Свазиленд, Танзания, Уганда, Замбия и Зимбабве.